# Лисівка (Полтавський район)
Лисі́вка —  село в Україні, у Новосанжарській селищній громаді Полтавського району Полтавської області.  До 2020 орган місцевого самоврядування — Пологівська сільська рада.

## Історія
Раніше у селі була початкова школа(чотири класи ), медпункт,дитячий садок,а ще два магазини і через село курсувало два автобуси:Полтава-Нехвороща та Н.Санжари-К.Суходілка,(згодом залишився тільки другий),у третій бригаді(с.Лисівка)колгоспу-мільйонер" Більшовик"був свій гараж,тракторна бригада,тік,молочна ферма,птахоферма з новим, на той час,кліточним утриманням птахів.а ще був клуб з самодіяльним театральним колективом,кінозал,більярдна,велика бібліотека.вирішувалось питання газифікації села,були виконані проекти газифікації дворищ,але село попало в розряд неперспективних і все,газифікацію не провели,машинотракторну бригаду перевели в Пологи,ферми повивозили,приміщення ферм порозбирали ,молодь,що працювала в колгоспі, стала виїжджати в другі,перспективні,села а село потихеньку стало вимирати.
Згідно даних перепису 2001 року у селі залишилось 92 особи.
Згідно даних кінця 2021 року у селі живе 3 людини.
12 червня 2020 року, відповідно до розпорядження Кабінету Міністрів України № 721-р «Про визначення адміністративних центрів та затвердження територій територіальних громад Полтавської області», село увійшло до складу Новосанжарської селищної громади.
19 липня 2020 року, в результаті адміністративно - територіальної реформи та ліквідації Новосанжарського району, село увійшло до складу новоутвореного Полтавського району Полтавської області.

## Географія
Село Лисівка знаходиться за 1,5 км від правого берега річки Кустолове, на відстані 0,5 км розташоване село Кустолово-Суходілка. Селом протікає пересихаючий струмок з загатою.який являється руслом річки Кустолове.